# Школьные войны
«Школьные войны» (яп. 一騎当千 Икки то:сэн, «Сила Тысячи») — телевизионный аниме-сериал, снятый по мотивам манги авторства Юдзи Сиодзаки, которая, в свою очередь, основана на китайском романе Ло Гуаньчжуна «Троецарствие», написанном в XIV веке на основе реальных событий III века в Китае. Юноши и девушки, являющиеся на самом деле реинкарнациями великих китайских полководцев и политиков государств Вэй, У и Шу, и в наше время продолжают свою войну, пытаясь изменить свою собственную судьбу. Основной акцент аниме и манги сделан на драках сексуальных старшеклассниц в откровенной одежде, которая рвётся, как бумага, от любого удара. Сериал (жанр — этти) содержит множество элементов фансервиса, основной из которых — панцу. В 2007 компания Tokyopop обнародовала свои планы по созданию live-action адаптации манги.

## Сюжет
Семь школ региона Канто находятся в состоянии войны друг против друга, учащиеся являются отличными уличными бойцами. В ушах они носят камни магатама, которые связаны с духами воинов эпохи троецарствия. Магатама подстраиваются под нужный цвет согласно рангу хозяина. Цель каждого бойца, которых называют тоси, — стать сильнее всех остальных.
Главная героиня — девушка по имени Сонсаку Хакуфу — возвращается в Токио спустя семь лет после своего отъезда. По преданию, именно она должна возглавить одну из школ региона — школу Нанъё. Сонсаку не идеальный боец, однако в моменты ярости или опасности в ней просыпается таинственный демон. В состоянии одержимости носитель демона становится гораздо сильнее, но теряет контроль над своими действиями. Появление Сонсаку не остаётся незамеченным, и вскоре она оказывается в центре интриг между школами, борющимися за власть в регионе…

## Персонажи

### Школа Нанъё —Царство У
Сонсаку Хакуфу — невероятно сильная зеленоглазая девушка со светло-рыжими волосами. Дочь Сонсаку Сонкэна и Гоэй. Хакуфу обладает уникальным даром предсказания движения врага как бы читая его ки (бесполезно против Укицу). От госпожи Тёсё (тиби-мико) она получила знания о магии ки, но пользуется этой магией исключительно инстинктивно, потому что Тёсё передала свой дар, когда Хакуфу была без сознания. Благодаря этой магии Хакуфу исцелила Кокина после того, как тяжело ранила его мечом. В Хакуфу живёт один из Трёх Величайших Драконов. Реинкарнация Сунь Цэ, второго правителя будущего царства У. Легендарный завоеватель, умерший в возрасте 24 лет. По легенде, причиной его смерти послужило проклятие казненного по его приказу даосского чудотворца Юй Цзи (Укицу). В ряде случаев (например — аналог битвы у Красной скалы во 2-м сезоне) Сонсаку Хакуфу выполняет роль младшего брата и преемника Сунь Це Сунь Цюаня, ставшего первым императором У.
Сэйю: Масуми Асано
Рёмо Симэй — таинственная девушка с короткими голубыми волосами, зелёными глазами и родинкой на левой щеке. Её прошлое окутано тайной, связанной с повязкой на левом глазу. Входит в Четвёрку — демонов Нанъё. Во время боя носит синюю униформу французской горничной и специализируется на технике про-рестлинга, часто применяет удушающие захваты и наручники, пользуется техникой управления потоками ки. В прошлом она, Садзи и Тэйфу были неразлучными друзьями. Любит Садзи и заботится о Тэйфу. Из-за живущего в ней дракона, страдает раздвоением личности; одна — тихая и скромная девушка, другая — жестокая садистка, но не такая психопатка как Рюби, Сосо и Хакуфу. Реинкарнация Люй Мэня, генерала царства У, убившего «бога войны» Гуань Юя (Канъу Унтё).
Сэйю: Юко Кайда
Сюю Кокин — названный кузен Хакуфу. Привлекательный юноша, с ним даже заигрывали Канъу и Укицу. Неравнодушен к Хакуфу, но слишком застенчив чтобы сказать ей о своих чувствах. Хакуфу очень доверяет Кокину и совершенно не стесняется его (даже ходит при нём обнажённой). Впоследствии станет одним из Четвёрки — демонов Нанъё. Реинкарнация Чжоу Юя, главного стратега царства У. Был знаменит своей преданностью.
Сэйю: Сатоси Хино
Садзи Гэмпо — загадочный тип. На самом деле является Оином Сиси. Обладает даром манипуляции. Старый друг Рёмо, Рёфу и Тэйфу. Встречался с Рёфу, так же испытывает чувства к Рёмо. Его цели неизвестны, одной из них было уничтожение Тотаку. Притворялся Эндзюцу после его смерти и отдавал приказы. Пытался контролировать Сонсаку и через неё захватить власть. Главная цель — изменить судьбу, борьба с правилами. Пытался покончить с собой ради этих целей, но был спасен Сонсаку и другими. Бабник и развратник. Входит в Четвёрку — демонов Нанъё. Реикарнация Ван Юнь цзыши (Оин сиси) — генерала империи Восточная Хань, в результате его интриг Люй Бу (Рёфу) убил своего отчима императора Дун Чжо (Тотаку), а после сам был убит по приказу Цао Цао (Сосо). Ван Юнь стал императором, но правил недолго и вскоре был казнён.
Сэйю: Сётаро Морикубо
Гакусю — мускулистый «шкаф» с устрашающим лицом, но милым характером. Человек чести, гордится своими мускулами, однако, как правило, проигрывает битвы большинству оппонентов. Обожает сладкое. Один из Четвёрки — демонов Нанъё. Реинкарнация — Юэ Цзю, офицер, служивший Юань Шу (Эндзюцу)
Сэйю: Хадзимэ Иидзима
Каннэй Коха — сумасшедший, один из Четвёрки — демонов Нанъё. Какоэн Мёсай из Кёсё применила на нём удар, который убьёт его в течение 10 дней и стала его шантажировать, заставляя убить Хакуфу. Убийству Хакуфу помешал Садзи. Реинкарнация Гань Нина, генерал У.
Сэйю: Юдзи Уэда
Эндзицу Коро — ныне покойный бывший лидер Нанъё и слуга Тотаку. Мёсай изуродовала его лицо, когда атаковала Нанъё. Реинкарнация Юань Шу, правителя У. Он правил недолго и вскоре был убит.
- Рикусон Хакугэн — очкастая младшеклассница, недавно вступила в Нанъё с целью помочь победить Сосо (лидера Кёсё).

Реинкарнация — Лу Сюнь, советник императора Сунь Цюаня.

### Школа Сэйто —Царство Шу
Рюби Гэнтоку — признанный лидер Академии, а в жизни — неуклюжая девчонка в очках. У Рюби много телохранителей, однако считать её слабой нельзя. Судьбой Рюби предназначено стать великим лидером, однако она слишком пугливая и беззаботная, но зато дорожит своими друзьями. Рюби старая подруга Тёхи и обладает невероятно разрушительным драконом. Она едва не расчленила саму себя, но Рёмо, Тёхи и Канъу вовремя спасли её. Похоже, что Рюби ничего не помнит об этом случае. Истинно пробудилась, лишь тогда, когда остановилось сердце Канъу Унте. Реинкарнация Лю Бэя, императора Шу.
Сэйю: Кэй Синдо
Канъу Унтё — многие считают её самым сильным воином, и это не удивительно — она является реинкарнацией «Бога Войны». От предшественника ей достался легендарный Гуань Дао, наделенный огромным количеством Ки. Канъу считает своей судьбой умереть, защищая Рюби, и её это ничуть не угнетает. Любит Рюби Гэнтоку. Непомерно горда и темпераментна. Всё, что бы она ни делала и с кем бы ни сражалась — исключительно ради Рюби Гэнтоку. Также после клятвы, данной в цветущем саду персиков, Рюби, Канъу и Тёхи поклялись друг другу в преданности и дружбе. Реинкарнация Гуань Юя, генерала Шу, прославившегося как невероятно сильный воин и получившего прозвище «Бог Войны». Из-за страха перед Гуань Юем, империи У и Вэй объединили свои силы в борьбе против Шу. В результате их совместных военных действий Гуань Юй погибает от руки Люй Мыня (Рёмо Симэй).
Сэйю: Хироэ Ока
Тёун Сирю — девушка с белоснежными волосами и боец Особого, А-Ранга. Одета в форму, отличную от остальных бойцов академии. Всегда носит с собой катану. Её техника ведения боя — совершенна, она быстра, сконцентрированна, всегда сдержана. Глаза Тёун почти всегда закрыты. Обладает огромной внутренней силой, возможно, внутри неё есть дракон. Держится особняком от остальных бойцов. В одиночку атаковала школу Кёсё, итогом стала битва с Канъу. Появляется в 11 томе манги. Реинкарнация Чжао Юня.
Сэйю: Ю Асакава
Тёхи Экитоку — «пацанка», которая очень любит подраться и вкусно покушать. Сильный боец, владеет техникой «укуса змеи»(успешно использовала его на Какоэн Мёсай). Лучшая подруга Рюби и Канъу. При попытке остановить разбушевавшегося в Рюби дракона получила шрамы на животе в виде следов от когтей. Частенько дает взбучку Рюби. Храбра и решительна. Единственная в Академии, кто перечит Комэй. Реинкарнация — Чжан Фэй, генерал империи Шу, который, согласно легенде, врукопашную победил целое войско из 10000 человек.
Сэйю: Минори Тихара
Сёкацурё Комэй — девочка в которой дремлет дракон. Судьбой ей предназначено стать гениальным стратегом и главным врагом Сибаи. Обладает, как и многие советники, даром предвидения. Комэй — самая юная из советников Канто. Реинкарнация Чжугэ Ляна, гениального стратега царства Шу, носившего прозвище «Спящий Дракон».
Сэйю: Май Кадоваки
Басёку Ёдзё — помощница Комэй, убила Какуку Хоко из Кёсё, притворившись Каннэем из Нанъё. Предана своей хозяйке. Во время боя использует длинную цепь. Реинкарнация: Ма Су — стратег, служивший Чжугэ Ляну. После разногласия со своим наставником был обезглавлен по его приказу.
Батё Моки — симпатичная и милая девушка с небольшой грудью. Её главной целью была месть Сосо Мотоку за смерть брата. Но поняв, что слишком слаба чтобы его победить, Батё просит Сонсаку стать её наставником. Любит есть всякие вкусности по типу желейных конфет «тянучек». В начале носила белую блузку, синюю юбку и длинный розовый свитер поверх, в конце вступает в Сэйто и носит форму академии.

### Школа Кёсё —Царство Вэй
Сосо Мотоку — эксцентричный лидер Кёсё и лучший друг Тона и Хоко. Пока не проснулся его дракон не слишком беспокоился о «делах государственных», любимым занятием было поспать на берегу моря. Когда же дракон пробудился, он стал невероятно жестоким, кровожадным и полностью одержимым своим драконом. Ему снятся странные сны про какого-то старика с татуировкой на лбу, который просит отомстить за него. Король-демон. На данный момент, Сосо Мотоку является обладателем самого сильного дракона. Реинкарнация Цао Цао, императора Вэй. Выдающийся правитель и гениальный военачальник, который заботился о своих воинах как о родной семье. Имел талант в боевых искусствах и был талантливым поэтом.
Сэйю: Сусуму Акаги
Какотон Гэндзё — также известен как Тон. Любитель боевых «азов». Честный, но очень эксцентричный молодой человек, который всегда производит ремонт после драк: заделывает бетоном дырки, чинит тротуары и т. д., потому что считает, что любое место — это додзё, которое следует уважать. Давний друг Сосо и Какуки, так же симпатизирует Сонсаку Хакуфу, с которой находится в очень хороших приятельских отношениях. При попытке защитить Сосо от девицы с метательными ножами остался без глаза. Реинкарнация — Сяхоу Дунь, воин, потерявший глаз, защищая Цао Цао.
Сэйю: Сюхэй Сакагути
Какука Хоко — лучший друг Сосо и Тона, которому было предназначено умереть от рака, но он сумел побороть свою судьбу. Сильный боец, способен манипулировать людьми. По его наводке (чтобы пробудить силу предводителя) Косодзи напала на Сосо. Любовник Каку Бунвы. После драки с Басёку впал в кому, и друзья принялись мстить за него. Реинкарнация Го Цзя, стратега империи Вэй. Умер от рака когда был молодым.
Сэйю: Такаюки Фудзимото
Какоэн Мёсай — жестокая наёмная убийца. Однажды Сосо спас ей жизнь, и за это она ему очень благодарна и преданна. В качестве оружия использует металлическую нить с грузилом. Носит белое китайское платье, потому что ей нравится, когда на её одежде остаются следы крови врагов. Реинкарнация Сяхоу Юаня, двоюродного брата Сяхоу Дуня (Тон-тян)
Сэйю: Эри Китамура
Тэни — малолетняя гитаристка/убийца/лучница, христианка, боготворит Сибаи, которую отождествляет с Мадонной. Отец Тэни насиловал её до тех пор, пока она его не убила, в школе над ней все издевались, но потом Тэни встретила Сибаи, которая научила её сражаться и убивать, а заодно играть на электрогитаре. Внутри своей гитары Тэни хранит оружие — Меч Стокрылого Дракона. Когда она пыталась убить Рёмо (с целью узнать где находится Гёкудзи — легендарный талисман, принадлежащей сильнейшему воину), она срезала её повязку и выпустила дракона. В результате Рёмо стала одержима драконом и едва не убила Тэни, отрубив ей при этом руку. Сейчас Тэни находится в больнице в коме. Реинкарнация Дянь Вэя, телохранитель Цао Цао. Согласно легендам обладал нечеловеческой силой и всё время носил с собой множество разного оружия. Погиб в неравном бою против целой армии. Император Цао Цао очень тяжело переживал его смерть.
Сибаи Тютацу — истинный теневой лидер академии Кёсё. Она заботилась о Тэни и играла на электрогитаре до тех пор пока не лишилась обеих ног. Тайно манипулирует Сосо. Её цель уничтожить всех бойцов. Реинкарнация Сыма И, стратега Цао Цао. Он присоединился к Цао Цао, а после смерти Цао Цао фактически правил Вэй. Его сыновья были регентами при номинальных императорах царства Вэй, а внук Сыма Янь основал империю Цзинь. Согласно легендам Сыма И мог повернуть свою голову на 180 градусов подобно волку, с которым его часто сравнивали.
Сэйю: Мицуки Сайга

### Академия Ракуё
Тотаку Тюэй — лидер школы Ракуё, сильнейший боец в Школьных Войнах. Единственный человек в аниме и манге, кого слегка опасался Тотаку, была Рёфу, его телохранитель. Перед смертью успевший завоевать множество других школ и был обладателем Гёкудзи. Планировал убить Рёфу Хосэн, так как согласно истории, именно она предаст и убьёт его. Также, хотел избавиться и от Хакуфу. В итоге заставил Хакуфу драться с Рёфу. В ходе битвы Рёфу и Сонсаку ранили друг друга. Тотаку решил, что с Рёфу покончено и решил добить Рёмо, однако у Рёфу хватило сил сбить с ног Тотаку и, когда тот меньше всего, ожидал, раскрыть ему истинный план, а именно убить себя и его. Исполнив технику двойного самоубийства, Рёфу погибла, однако, Тотаку смог подняться и передать всю свою злость к Оину Сиси Сонсаку, результатом чего явилось то, что он почти убил Оина её руками. Реинкарнация Дун Чжо, тирана империи Восточная Хань.
Сэйю: Дайсукэ Намикава
Тинкю Кодай — ученица школы Ракуё, подруга детства и любовница Рёфу. После неудачной попытки украсть Гёкудзи была избита и изнасилована подручными Каку Бунвы и попала в больницу. Там же и умерла, чем вынудила Рёфу еще больше ненавидеть Каку Бунву.
Сэйю: Хироэ Ока
Каку Бунва — бывшая «правая рука» Тотаку. Её сила заключается в умении манипулировать людьми, и в то же время она считается неплохим бойцом (что вообще неизвестно, поскольку мы не разу не видели её в драке). После смерти Тотаку перешла на сторону Сосо и стала его советником. Так же она стала любовницей Какуки Хоко, которого, судя по всему, искренне любит. Реинкарнация Цзя Сюя, советника Цао Цао, стратега, который мог с лёгкостью предугадать развитие событий.
Сэйю: Харухи Тэрада
Рёфу Хосэн — бисексуалка из школы Ракуё, и второй по силе, после Тотаку в Ikkitousen. Владеет техникой управления Ки. Любила Садзи и Тинкю. Пыталась избежать своей судьбы, но ничего не вышло. Сражённая смертельной болезнью Рёфу стала марионеткой в руках Садзи и убила Тотаку, хотя была искренне ему преданна, совершив двойное самоубийство, последовала на тот свет за Тинкю, как и её предшественник 1800 лет назад. Ненадолго воскресла в «Ikki Tousen Great Guardians», из-за чего всплывает много фактов о ней, Рёмо и Оина. Забыв своё прошлое, она становится подругой Рёмо и Сонсаку. Под гипнозом настоящего Садзи пытается убить Хакуфу, тем самым отвлекая её пока Садзи гипнотезировал Рёмо. Пришла в себя благодаря Оину и спасает Рёмо, тем самым вновь став мёртвой. Реинкарнация Люй Бу.
Сэйю: Акэно Ватанабэ

### Школа Ёсю
Косадзи — девушка, из школы Ёсю. Именно ей поручили убить Сосо Мотоку. Когда она дралась с Какутоном, она выколола ему глаз. И именно тогда в Сосо пробудился демон, и убил её.

### Другие персонажи
Сонкэн — покойный отец Хакуфу, реинкарнация Сунь Цзяня.
Гоэй — мать Хакуфу, реинкарнация У Жун, супруги Сунь Цзяня.
Сэйю: Кикуко Иноуэ
Тайсидзи Сиги — талантливый и благородный боец, который отказался убивать Хакуфу, несмотря на приказ. Пытался остановить других убийц, но получил ножом в спину из-за чего впал в кому. В прошлом имел дружеские или романтические отношения с Укицу. Реинкарнация Тайши Цы.
Укицу — темнокожая девушка, которой судьбой предначертано убить Хакуфу. На руках и ногах носит утяжелители по 10 кг каждый. Невероятно гениальна: превосходно владеет почти всеми существующими в мире боевыми искусствами, при этом использует минимальное количество ки. Одержимая драконом, Хакуфу едва не убила её, и Укицу занялась тренировками по совершенствованию своего духа. Лидер школы Гогун. Была убита Хакуфу, когда помогала ей пробудить Дракона, чтобы та изменила судьбу и победила Сосо. Реинкарнация Юй Цзи.
Сэйю: Юмико Кобаяси
Садзи Гэмпо — девочка, обладающая силой вселяться в людей и управлять ими. Когда в неё вселился дракон Рёмо, она потеряла свои силы. На данный момент (по событиям конца 3-го сезона и далее) живёт вместе с Сонкэн Тюбо. Реинкарнация Цзо Цы, монаха-отшельника, легендарного даоса эпохи Троецарствия.

## Медиа

### Манга
В Японии манга вышла в издательстве Wani Books. Впервые она была опубликована в журнале Comic Gum 1 октября 2000 года и издаётся до сих пор. В США манга издана под названием Ikki Tousen, в Великобритании — Battle Vixens, в Германии — Dragon Girls, а во Франции и Испании — Ikkitousen.

### Аниме
Первый сезон телевизионного сериала, производства J.C.Staff вышел на канале AT-X в 2003 году. В России первый сезон аниме был выпущен компанией MC Entertainment под названием «Школьные войны», и транслировался на телевизионных каналах Муз-ТВ и 2×2 в 2006 и в 2007 годах. В 2007 году вышел второй сезон аниме — Ikki Tousen: Dragon Destiny (Сила Тысячи: Судьба Дракона), производства студии ARMS. Также была выпущена серия из шести OVA. Летом 2008 года вышел третий сезон — Ikki Tousen: Great Guardians (Сила Тысячи: Великие Стражи). Он намного отошёл от оригинальной манги, фансервиса стало ещё больше, за что Великие Стражи получили изрядную долю критики со стороны отаку. 4 сезон Ikkitousen: Xtreme Xecutor, вышел в первой половине 2010 года. Производством 4 сезона занималась уже другая студия «TNK», с участием ARMS. 10 августа 2011 года компания Media Factory объявила об анонсе на 2012 год OVA Ikkitousen: Shuugaku Toushi Keppuu-roku.

#### Музыка
Ikki Tousen-Battle Vixens
Открывающая тема
- «Drivin` through the Night»

Исполняет: группа «MOVE»
Закрывающая тема
- «Let me be with You»

Исполняет: «shela»
Ikki Tousen-Dragon Destiny
Открывающая тема:
- Heart & Soul by Mai Kariyuki

Закрывающая тема:
- Garasu no Hana by I.O.R.I.

Ikki Tousen-Great Guardians
Открывающая тема:
- No x Limit by Ami

Закрывающая тема:
- Shape of Shadow by Rio Asaba

Ikki Tousen-Xtreme Xecutor
Открывающая тема:
Stargazer
Исполняет: Yuka Masuda
Закрывающая тема:
Endless Soul